# Kolapiani
Kolapiani (latinsko Colapiani) so bili verjetno južnopanonska skupnost ljudi v rodovno-plemenski družbi, ki so živeli v Pokolpju med Belo krajino in Karlovcem.
Kolapiane omenjata že Plinij in Ptolemaj, oba pa se navezujeta na starejše vire. Kaže, da Kolapiani niso bili keltski rod, marveč da gre za kak južnopanonski rod, ki je bil povezan s Segestani in Japodi in katerega gospodarstvo je slonelo predvsem na rečnem prometu, trgovini in metalurgiji.